# Тиу
Тиу (на английски: Tiou, Tioux) е малко северноамериканско индианско племе, говорещо езика туника, което първоначално живее в горната част на река Язу в Мисисипи. Известни са две техни села, едното над туника и друго под тях. До 1699 г. част от племето се мести сред натчезите. Останалата част остават на река Язу за известно време, след което също се местят при натчезите. Когато французите основават форт Розали на устието на Язу, тиу живеят на Сейнт Катрин Крийк, на две мили от главното село на натчезите. По време на войната от 1729 г. те вече са едно от натчезките села и се борят заедно с тях срещу французите. След потушаването на въстанието оцелелите тиу са изпратени при туника. От 1731 г. вече нищо не се чува за тях.